# Ratatouille (videogioco)
Ratatouille è un videogioco basato sull'omonimo film d'animazione prodotto da Pixar ed uscito nel 2007 nelle sale cinematografiche. È stato sviluppato da Heavy Iron Studios e pubblicato da THQ per Microsoft Windows, macOS, telefono cellulare, Xbox e Xbox 360, dalla Nintendo per Nintendo GameCube, Nintendo DS e Nintendo Wii, e dalla SCEA per PlayStation 2, PlayStation 3 e PlayStation Portable; in sostanza, è uscito il 26 giugno 2007, due giorni prima l'uscita del film in Russia.

## Doppiaggio
Il cast di voci del gioco presenta un misto di doppiatori del film e nuovi, mentre altri personaggi secondari non hanno dei veri e propri dialoghi.
| Personaggi       | Voce originale    | Doppiatore italiano |
| ---------------- | ----------------- | ------------------- |
| Rémy             | Patton Oswalt     | Nanni Baldini       |
| Emìle            | Peter Sohn        | Paolo Vivio         |
| Auguste Gusteau  | Brad Garrett      | Renato Mori         |
| Skinner          | Ian Holm          | Riccardo Peroni     |
| Django           | Brian Dennehy     | Dario Penne         |
| Alfredo Linguini | Lou Romano        | Massimiliano Alto   |
| Colette Tatou    | Janeane Garofalo  | Domitilla D'Amico   |
| Git              | Jake Steinfeld    | Antonio Angrisano   |
| Celine           | Julianne Buescher | Letizia Scifoni     |
| Twitch           | Nolan North       | Corrado Conforti    |

## Trama
Il gioco ripercorre gli eventi del film, anche se avvengono in maniera diversa.
il gioco inizia nella casa della vecchietta, e Remy parte con suo fratello Emile per recuperare i nuclei di mele per suo padre. Durante il viaggio gli vengono insegnate le abilità di base che dovrà conoscere per poter passare ciò che dovrà affrontare in seguito, tra cui saltare, affrontare delle rapide, colpire nemici e nascondersi. Dopo l'incarico, la vecchia signora che vive nella fattoria sorprende Remy ed Emile, allertando la colonia, costringendoli così a fuggire. Anche se Remy riesce a sfuggire alla donna armata di fucile, si perde nelle rapide delle fogne; a differenza del film, Remy si trova nel punto dove la sua colonia si stabilisce, solo che è deserto quando arriva.
Spronato dallo "spirito" di Gusteau, Remy risale le fogne per arrivare al ristorante del cuoco, dove il topo osserva il ragazzo della spazzatura, Linguini, il quale tenta di riparare la zuppa che accidentalmente ha rovinato aggiungendo un mucchio di ingredienti casuali. Remy si affretta a sistemare la zuppa, ma Linguini lo vede, iniziando così un inseguimento col ragazzo all'esterno del ristorante. Remy si riunisce poi con la sua colonia, stabilitasi nelle fogne, e il padre gli incarica di aiutare il fratello Emile a prendere cibo dal ristorante, ma per farlo deve sbarazzarsi dei cani che infestano i vicoli dietro al ristorante.
Successivamente, Remy fa amicizia con Linguini e lo aiuta in ciò che è costretto a fare per Skinner, il capo chef. Il giorno successivo Remy aiuta Linguini a cucinare il cibo per i clienti e allo stesso tempo aiuta la sua colonia con cui si è riunito rubando il cibo della cucina. Skinner cattura Remy e inizia un altro inseguimento, che termina con quest'ultimo che scopre una lettera che dimostra il diritto di Linguini di ereditare il ristorante, portando al licenziamento di Skinner. Più tardi, Remy aiuta la sua colonia a rubare cibi preziosi al mercato, dove appaiono Skinner e la vecchietta, e usano il carretto di quest'ultima per raccogliere il cibo e lo portano via.
Un giorno, il critico gastronomico Anton Egò, noto anche come "Grim Eater" (Tristo mangiatore), viene allertato dal ritrovato successo del ristorante di Gusteau, e si reca lì per una recensione che sarà importante per i cuochi. Tuttavia, ad eccezione di Linguini e Colette, tutti se ne vanno dopo aver scoperto Remy, al che tocca a quest'ultimo, la sua colonia di topi, Linguini e Colette a cucinare per molte persone, incluso il critico Egò. Remy decide di cucinare il ratatouille per la notte, impressionando il critico. Furioso per la delicatezza del cibo, Skinner insegue Remy in tutto il ristorante del Gusteau, distruggendolo. Mentre Remy riesce a scappare, la credibilità del ristorante viene persa a causa della rivelazione dell'esistenza della colonia di topi e il locale è costretto a chiudere. Ma, con il finanziamento di Ego, Linguini e Colette riescono ad aprire un bistrot chiamato "La Ratatouille" con Remy come capo chef.

## Modalità di gioco
Ratatouille è un videogioco a piattaforme, su tutte le versioni, ad eccezione per PSP, telefono cellulare, Nintendo DS e sul Game Boy Advance, che risultano uguale come grafica, fatta da eccezione per la potenza grafica.
Il gioco consiste nell'esplorare le varie zone e superare i livelli attraverso ostacoli e nemici, arrivando a raggiungere un traguardo, raccogliendo stelle che si trovano in ogni livello, e occasionalmente superando un minigioco per cucinare o superare le sezioni. Nei livelli esistono anche degli oggetti che, se raccolti tutti, migliorano la colonia, che funge da hub.
Ad ogni livello e missioni completate vengono dati dei punti "Gusteau", che servono al giocatore per sbloccare nuove modalità e extra.

## Versione per Xbox
Il gioco non era originariamente previsto su Xbox, a causa delle poche vendite del software. Tale versione fu però confermata grazie a un accordo con GameStop ed EB Games. Questa versione del gioco era limitata, e veniva venduta esclusivamente presso GameStop ed EB Games.